# Grind Finale
Grind Finale är en dubbelskivsamling med alla grindcorebandet Nasums låtar från 15 studioinspelningar från 1993 till och med 2004, inklusive 21 tidigare osläppta låtar.
Originaltiteln på samlingen var "Blueprint for Extinction" men då Nasum-sångaren Mieszko dog, kände bandet att ordet "extinction" ("utdöd") gjorde hela titeln väldig opassande. Grind Finale blev titeln för grindbandet Nasums sista släpp.

## Spår

### Skiva ett
1. Blind World – 1:18
2. Think – 1:20
3. Scarecrows – 1:36
4. No Time to Waste – 0:42
5. Total Destruction – 0:27
6. Between the Walls – 1:50
7. Left in a Dream – 0:24
8. Uneventful Occupation – 0:58
9. Reasons? – 0:18
10. Disforest – 0:10
11. Self Vilification – 0:35
12. Red Tape Suckers – 0:04
13. Re-create the System – 0:27
14. Rens – 0:04
15. Hurt – 0:24
16. Corpse Flesh Genitals – 0:58
17. Sawder – 0:47
18. A Look at Society – 0:44
19. Fucking Murder! – 0:43
20. Black Visions (Scarecrows II) – 1:00
21. Escape – 0:17
22. See the Shit (With Your Own Eyes) – 0:47
23. Restrained from the Truth – 0:31
24. No Chance – 0:57
25. My Fear – 0:37
26. Fur – 1:02
27. A Game Played by Society – 0:28
28. It's All About the Information – 0:20
29. Smile When You're Sead – 0:32
30. Blindfolded (By the Media) – 0:22
31. Erased – 0:20
32. Warfuck – 0:12
33. No Chance (Extended Noise-remix Version) – 1:51
34. Cut to Fit – 0:44
35. Forced Opinion – 0:37
36. Domedagen – 0:43
37. Left in a Dream – 0:23
38. Distortion & Disinformation – 1:23
39. Stalemate (Napalm Death-cover) – 0:58
40. Bag – 0:46
41. Revolution   – 0:37
42. What's "Life"? – 0:35
43. Think – 1:12
44. Verklighetsflykt – 0:19
45. Face Obliteration – 0:58
46. Enough! – 1:03
47. Dom Styr Vara Liv (Mob 47-cover)  – 1:01
48. Industrislaven – 0:25
49. Löpandebandsprincipen – 0:28
50. Cut to Fit – 0:45
51. Fantasibilder – 0:52
52. Distortion & Disinformation – 1:24
53. Brinn – 0:51
54. Krigets Skörd – 1:09
55. Mer Rens – 0:17
56. Ditt Öde – 0:26
57. Ingenting Att Ha! – 0:17
58. Revolution – 0:35
59. Den Mörka Tiden – 0:39
60. Forcefed Opinion – 0:37
61. Domedagen – 0:37
62. Dolt Under Ytan – 0:22
63. I Helvetet – 0:33
64. Skithus – 0:37
65. Söndermald – 1:35
66. Revolution II – 0:37
67. World in Turmoil – 0:13
68. The Final Confrontation (Scarecrows III) – 0:44
69. The Dream – 0:54
70. Zombie Society – 0:33
71. Sheer Horror – 0:50
72. Awake – 0:25
73. En Värld Utan Hopp – 0:35
74. End – 0:18
75. As Time Goes By... – 0:22
76. Our Revolution – 0:50
77. Masqureade – 0:26
78. Ripped – 0:48
79. Rage – 0:19
80. Law & Order? – 0:30
81. Rise  – 0:44
82. Killed By Your Greed – 0:42
83. Silent Sanguinary Soil – 1:48
84. Evacuate the Earth – 1:04
85. The Black Illusions  – 0:11
86. Disgrace – 0:47
87. No Paradise for the Damned – 0:32
88. A Change in Your Mind – 0:26
89. Dreamland – 1:00
90. Last – 0:42

### Skiva två
1. Dis Sucks – 0:38
2. The Leak – 0:19
3. Eviscerated (By the Fiend) – 0:58
4. Shambler – 0:26
5. Lack of Ammunition – 0:23
6. The Machines – 0:27
7. Låt Inte Asen Styra Ditt Liv – 0:56
8. Going Nowhere – 0:55
9. Generation Ex – 0:26
10. The Soil Bleeds Black – 0:42
11. Hail the Chaos! – 1:00
12. Fuck the System – 0:31
13. The Spiral Goes Down – 1:00
14. Shortcut to Extinction – 0:20
15. Vows – 0:31
16. Hate Division – 0:59
17. Visions of War (Discharge-cover) – 0:59
18. Bullshit Tradition (DropDead-cover) – 0:29
19. Device (S.O.B.-cover) – 1:36
20. The Real (Refused-cover) – 2:18
21. Rio de San Atlanta, Manitoba (Propagandhi-cover) – 0:33
22. ...And You Were Blind to What Lay Beyond the Horizon – 0:45
23. Stolen Pride – 0:55
24. Silent – 1:07
25. Losing Faith – 0:35
26. I Decline! – 0:25
27. Naive Ignorant Fucks! – 0:11
28. Obstacle – 0:20
29. The Political Structure is not What it Seems in the So Called Lucid View that Man has Upon Today's Society. What the Eye Sees is a Lie. – 0:11
30. A Bloodbath Displayed  – 0:46
31. God-slave America – 1:34
32. Supernova – 0:52
33. Shafted – 0:35
34. S.O.C.I.E.T.Y. (Hall of the Dead) – 0:28
35. Tools of the Trade (Carcass-cover) – 2:58
36. Fear – 1:09
37. Krossa – 1:21
38. In Praise of Folly – 1:27
39. Peace? – 0:54
40. Falska tankar – 1:22
41. Godmorgon, Idiotjävel – 1:16
42. Understand: You are Deluded – 1:06
43. Fear of the China Syndrome – 1:21
44. Suicide – 0:58
45. X Marks the Spot – 2:14
46. The Flames of the Truth – 2:07
47. Sticks and Stones – 0:36
48. Dead Mirror – 1:22
49. Helvete – 1:00
50. A Civil Critique – 1:58
51. Damned Nation – 0:58
52. A Dead Generation – 1:07
53. Divine Intervention – 0:47
54. Fury – 2:26
55. The Unfathomable Situation – 2:19
56. Unchallenged Hate (Napalm Death-cover) – 2:03
57. D.L.T.D. – 0:38
58. Gravar – 0:25
59. Ingenting – 0:55
60. Until the Board Breaks – 1:31
61. Downwards – 0:53
62. Stealth Politics – 0:46